# (940) Kordula
(940) Kordula es un asteroide perteneciente al cinturón exterior de asteroides descubierto el 10 de octubre de 1920 por Karl Wilhelm Reinmuth desde el observatorio de Heidelberg-Königstuhl, Alemania.
Está posiblemente nombrado por una chica del calendario Lahrer Hinkender Bote.